# Chrysoprasis suturella
Chrysoprasis suturella là một loài bọ cánh cứng trong họ Cerambycidae.